# Гидроксиламиноксидоредуктаза
Гидроксиламиноксидоредуктаза (ГАОР) — группа ферментов, обнаруженных у нитрифицурующих аммиакокисляющих прокариот. Играет важную роль в биогеохимическом круговороте азота.
Субстрат данного фермента — гидроксиламин (NH2OH), образуется в результате реакции, катализируемой ферментом монооксигеназой аммиака. До сих пор ведутся обсуждения, касательно того, каковы продукты реакции окисления гидроксиламина. Недавние исследования приводят убедительные доказательства, что конечный продукт катализируемой реакции — монооксид азота.

## Структура
Использование кристаллографических методов показало, что ГОАР представляет собой кольцевой гомотример. Каждый мономер содержит 8 гемов.

## Катализ реакции
В течение нескольких десятилетий считалось, что фермент катализирует реакцию окисления гидроксиламина водой непосредственно до нитрита:
{\displaystyle {\ce {NH2OH + H2O -> NO2^- + 5 H+ + 4e^-}}}
Однако недавние работы показывает, что этот фермент скорее всего катализирует совершенно другую реакцию:
{\displaystyle {\ce {NH2OH -> NO + 3H+ + 3e^-}}}
Последующее окисление NO до NO2- скорее всего происходит за счёт пассивной реакции с кислородом.

## Воздействие на окружающую среду
Оксид азота, продукт реакции ГАОР, является мощным парниковым газом. Кроме того, продуктом окисления оксида азота в присутствии кислорода является нитрит — распространённый загрязнитель сельскохозяйственных стоков.